# 고비리국
고비리국(古卑離國)은 고대 한반도에 존재했던 국가로 마한 54소국 중의 하나이다. 위략에 의하면 점리비국(占離卑國)이라고 되어 있으나 어느 이름이 타당한 것인지는 알 수 없다. 현재의 전북특별자치도 정읍시 고부면으로 추정된다.

## 같이 보기
- 정읍시